# Paul Van Hoeydonck
Paul Van Hoeydonck (Anversa, 8 ottobre 1925 – Wijnegem, 3 maggio 2025) è stato un pittore e scultore belga.
Divenne famoso per aver creato la scultura conosciuta come Fallen Astronaut, l'unico manufatto di tipo artistico su suolo extraterrestre.

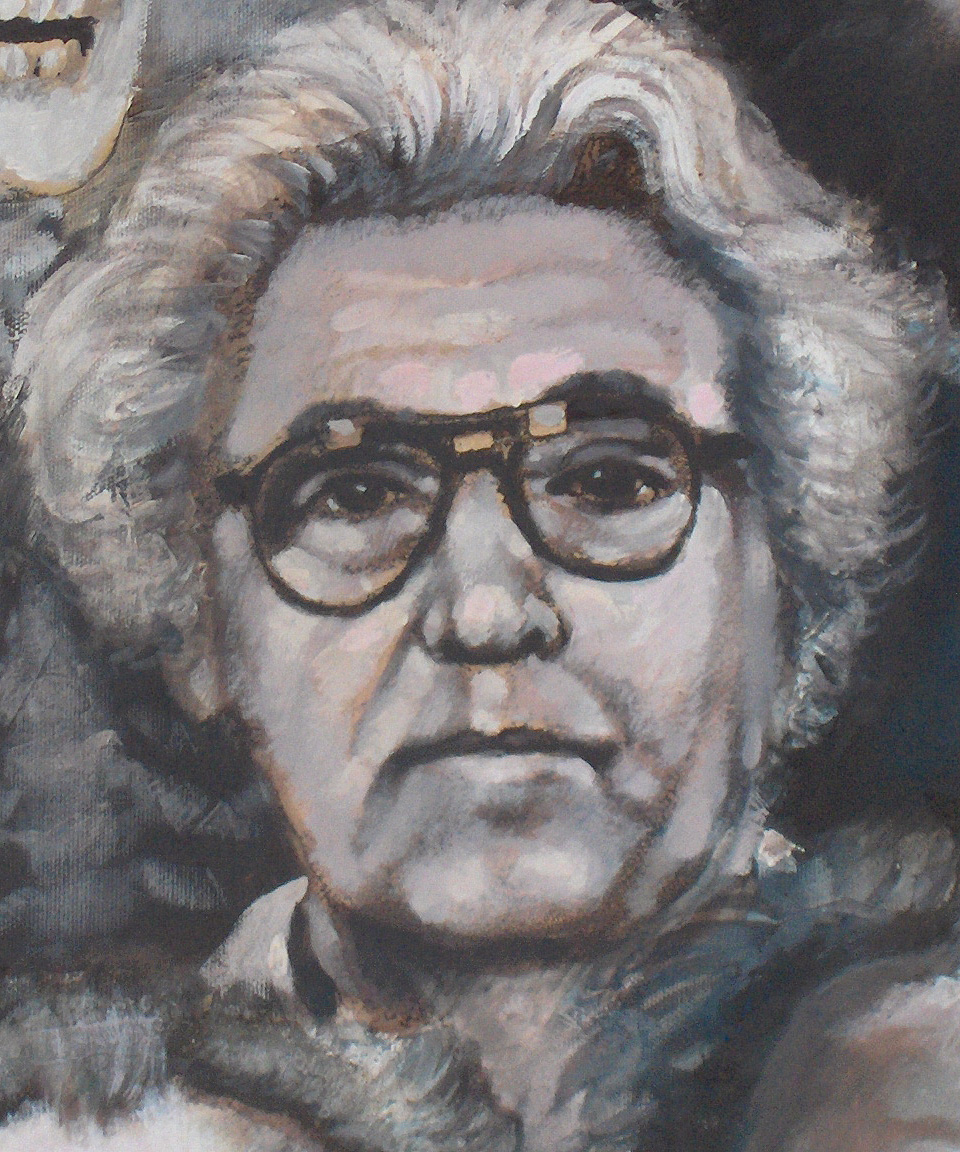
Paul Van Hoeydonck ritratto da Willy Bosschem